# 斯普林普雷里鎮區 (明尼蘇達州克萊縣)
斯普林普雷里鎮區（英語：Spring Prairie Township）是位於美國明尼蘇達州克萊縣的一個行政鎮區。

## 地方資料
斯普林普雷里鎮區的面積為92.40平方千米，當中陸地面積為92.40平方千米，而水域面積為0.00平方千米。根據2020年美國人口普查的數據，當地共有人口506人，而人口密度為每平方千米5.48人。